# Stazione di Ponte Tresa (Italia)
Stazione di Ponte Tresa 1953-ban bezárt vasútállomás Olaszországban, Lombardia régióban, Lavena Ponte Tresa településen.

## Vasútvonalak
Az állomást az alábbi vasútvonalak érintették:
- Ghirla - Ponte Tresa-vasútvonal
- Ponte Tresa-Luino-vasútvonal

## Kapcsolódó állomások
A vasútállomáshoz az alábbi állomások vannak a legközelebb:
- Lavena railway halt